# 서울 개운사 목조아미타여래좌상 복장유물
개운사 목 아미타불좌상 복장일괄(開運寺 木 阿彌陀佛坐像 腹藏一括)은 대한민국 서울특별시 성북구 개운사에 있는 고려시대의 복장유물이다. 2009년 11월 3일 서울특별시의 유형문화재 제291호로 지정되었다.

## 개요
개운사 목 아미타불좌상은 현재 개운사 미타전에 봉안된 불상으로, 조성원문에 의하면 원래 충청남도 아산 축봉사에서 13세기에 조성된 아미타불상이다. 이 불상과 함께 발견된 복장유물은 조성 및 개금기 3점을 비롯해 모두 41건 58점에 달한다. 그 중 조성 및 개금기 3건과 대방광불화엄경 사경 7건, 대방광불 화엄경 인본 15건 등 총 25건은 불상과 함께 국가지정문화재로 지정 신청하였고, 나머지 16건은 절첩본인경 (折帖本印經) 1건, 선장본인경(線裝本印經) 4건, 목판인경(木版印經) 2건, 다라니인본(陀羅尼印本) 8건, 기타 복장물 1건 등으로 서울시 유형문화재로 지정하고자 한다. 복장 세부 내용은 다음과 같다.
① 영보경 권4(靈寶經 卷四) 절첩식 목판인경(木版印經)의 낱장으로 왼쪽 판심에 “영보경권제사 제3장(靈寶經卷第四 第三張)”이라 새겨 있다. 영보경은 󰡔태상동현령보원시무량도인상품묘경(太上洞玄靈寶元始無量度人上品妙經)󰡕이란 도교경전의 약칭으로 도장(道藏) 중에 동진부(洞眞部) 옥결류(玉訣類)에 속한다. 이 낱장은 원나라의 진치허(陳致虛)가 주해한 󰡔태상동현령보 원시무량도인상품묘경해주(太上洞玄靈寶 元始無量度人上品妙經解註󰡕 뒤쪽의「元始靈書 中篇」(道君 撰)에서 동방팔천(東方八天)에 대한 사언찬(四言贊) 구절을 주해한 부분이다. 불(佛) 복장(腹藏)에 도교 경전이 포함된 연유는 알려지지 않았지만 고 려시대 도교(道敎) 인경(印經)으로는 드문 예이다. 판식은 위아래의 단곽에 모두 24행(1행 약 17자, 주 (註) 쌍행(雙行))을 여섯 줄씩 네 면으로 접었다. 판식이나 글자 새김으로 보아 고려 후기의 것으로 여겨 진다.
② 원돈성불론ㆍ간화결의론ㆍ선가귀감(圓頓成佛論ㆍ看話決疑論ㆍ禪家龜鑑) 선장본(線裝本). 이 책은 조계종 수행서로 유명한 고려중기 명승 보조국사 목우자 지눌(1158-1210)의 󰡔원돈성불론ㆍ간화결의론(圓頓成佛論ㆍ看話決疑論)󰡕과 조선중기 명승 서산대사 청허당 휴정(1520-1604)의 󰡔선가귀감(禪家龜鑑)󰡕을 합철한 것이다. 원돈성불론ㆍ간화결의론은 뒤쪽에 1215년(고려 고종 2년)에 무의자 혜심(無衣子 慧諶,1178-1234)이 홍주거사(洪州居士) 이극재(李克材)에게 권해 재산을 내 간행하도록 했다는 발문과 문하시중 최항 (?-1024)의 지문(誌文)이 있으며, 이어 1604년 가을 능인암(能仁菴)에서 개간(改刊)하여 쌍계사에 옮겼다는 간기(刊記)가 있다. 󰡔선가귀감󰡕은 뒤쪽에 1612년(만력 40, 광해군 4) 가을에 향산 내원(內院)에서 개 판(開板>하여 보현사(普賢寺)에 옮겼다는 간기가 있다. 맨 뒤에는 휴정이 1586년(선조 19)에 선(禪)과 교 (敎)의 요점을 엮은 󰡔선교석(禪敎釋)󰡕을 필사한 2장이 있는데, 말미에 “즉환사미 쌍익서 시만력병술월일 상한/차서광원산인(卽喚沙彌 双翼書 時萬曆丙戌月日上澣/次書廣圓山人)”이라 하여 원래 쌍익이 쓴 판 본을 보고 뒤에 광원산인이 필사했음을 알 수 있다.
③ 대방광불화엄경소초 권 51(大方廣佛華嚴經疏鈔 卷五十一) 실차난타가 한문으로 번역하고, 당나라 징관이 찬술한 『대방광불화엄경소(大方廣佛華嚴經疏)』가운데 권51을 판각한 것이다. 각장마다 판심 아래쪽에 “신녀이씨대성화(信女李氏大性花)”, “비구응규기부(比丘 應奎記付)”, “니묘견부모(尼妙堅父母)”등이 새겨 있고, 하단에 천자문의 64번째 글자인 ‘강(薑)’이 새겨져 있다. 마지막 제51장의 앞뒤에 남녀 13명의 시주자 명단이 새겨 있다. 간행연도는 없지만 조선 후기 19세 기 간본으로 보인다.
④ 천로금강경 외(川老金剛經 外) 『천로금강경』등의 인경(印經)을 합철한 책이다. 먼저 『천로금강경』은 남송의 승려 천로자 혜장이『금강 경』의 뜻을 풀이하고 이를 찬미하는 송문(頌文)을 붙인 것이다. 표제는 “금강경천로송(金剛經川老頌)”이 고 판심제(版心題)는 “천로(川老)”이다. 앞쪽에 천로가 1179년(순희 6年)에 지은「천로금강경서(川老金剛 經序)」가 있고 경문 뒤에는 천로의 행적을 찬미하는 동시대인의 1161년(소흥 31年) 발문이 있다. 다음에는 숭승무궁선사(崇勝無窮禪師) 선전(善傳)이 송(頌)을 붙인 『마하반야바라밀다심경(摩訶般若波羅蜜多 心經)』(판심제 “心經”)이 있는데, 말미에 “동치팔년경기광주수도산봉은사장판(同治八年京畿廣州修道山 奉恩寺藏板)”이라 하여 1869년(동치 8, 고종 6)에 판각된 봉은사 장판으로 찍었음을 알려준다. 맨 뒤에는 실차난타가 한문으로 번역한『대방광불화엄경』권17 범행품 제16이 있는데(판심제 “梵行”), 마지막장 앞면에 “도감진악복률(都監震岳福律)”을 비롯하여 별좌(別座)․ 교정(校正)․공사(供司)․장책(粧冊)․각자(刻 字)․마판(磨板)․담시(擔柴) 담당자와 “석봉성서(釋奉性書)”라 하여 쓴 사람을 밝혔으며, 뒷면에 43명의 시 주자 명단이 실려 있다. 이 책은 고종연간에 판각된 서울시 강남구 삼성동 봉은사 소장의 경판을 찍은 것으로 특히 『천로금강 경』은 1387년(우왕 13) 이색의 발문이 딸린 보물 제1127호 『천로금강경』(목판본, 26.6×15.5cm, 반곽19.3×12.2cm, 각 면 10행 21자)의 판식을 그대로 따랐음을 보여준다.
⑤ 불설아미타경요해(佛說阿彌陀經要解) 이 『불설아미타경요해』3책은 구마라집이 한문으로 번역한 『불설아미타경』을 청나라의 우익 지욱이 주 (注)를 달아 상세히 풀어쓴 것이다. 동일본 3책으로 모두 표지가 없고 판심제는 “彌陀經”이다. 앞쪽에 <아미타삼존입상(阿彌陀三尊立像)>, <지욱선사상(智旭禪師像)>, <위태천상(偉太天像)>, 그리고 사자구 (四字句)의 발원문(“六合淸寧 七政順序… 凡厥有生 俱成佛果”)을 넣은 위패형 불단을 새긴 판화가 있 고, 이어 동화 축전(東化 竺典)의 「서간주미타경서(書刊註彌陀經序)」가 실려 있다. 뒤쪽에는 지욱선사의 발문과 승려 정지(正知)의 「刻彌陀要解後序(刻彌陀要解後序)」가 실렸으며, 「무량수불설왕생정토주(無量 壽佛說往生淨土呪)」등 아미타 관련 7종 다라니가 각각 범문과 한글로 실렸다. 이 경판은 판식(각면 10행 20자)과 글자체에서「천로금강경」과 유사하다. 19세기 것으로 추정한다.
⑥ 불설아미타경(佛說阿彌陀經) 목판인본으로 이것은 일반적인 서책 형식의 불경과 달리 넓은 목판에 새겨 낱장으로 보는 형식이다. 연 화좌 위 대원경(大圓鏡) 안에 『불설아미타경』을 빼곡히 새겼는데, 위쪽 중앙에 네모난 구획을 두어 중앙 에 나무아미타불, 왼쪽에 나무청정법신ㆍ나무원만보신ㆍ나무승응화신, 오른쪽에 나무아미타경ㆍ나무관음 세지ㆍ나무청정해중이란 대자명호(大字名號)를 병렬시켰다. 연화좌 아래에는 누각운환옹 환진(樓閣雲幻翁 喚眞)이 지은 「사간미타경족자서(寫刊彌陀經簇子序)」가 있다. 서문에 따르면 1871년 12월에 환진이 손가락을 잘라 받은 피를 먹에 타서 『미타경』과 사토삼보(四 土三寶)를 쓰고 이를 널리 유포시키고자 간행했다고 한다.
⑦ 성불심요ㆍ누각경(成佛心要ㆍ樓閣經) 이것은 󰡔현밀원통성불심요집(顯密圓通成佛心要集, 약칭 成佛心要󰡕) 상하권과 󰡔대보광박루각선주비밀 다라니경(大寶廣博樓閣善住祕密陀羅尼經,약칭 樓閣經)󰡕 서품(序品) 제일(第一) 일부를 나무판에 음각한 것으로 원판의 위쪽 서너 자가 떨어졌고 일부 찢겨나간 곳도 있다. 성불심요는 사비관음육자대명주(四臂觀音六字大明呪)의 수지법(修持法)으로 맨 앞에 ‘옴마니받메훔 ( )’이란 6자 다라니를 108번 외울 것과 그 공덕을 설한 것이며, 누각경은 육자대명주 (六字大明呪) 등의 다라니를 그대로 쓰거나 가지고 다니며 외우는 것은 금보(金寶)로 여래상을 조성하는 것과 다르지 않으며, 그런 사람은 모든 죄를 없애고 정각을 이루게 된다는 것을 말한 것이다. 끝부분에 “지원구년구월일봉암조판(至元九年九月日蓬庵彫板)”이라 새겨 있어 <개운사 목 아미타불좌상>이 처음 개금(改金)되던 1274년보다 이른 1272년에 봉암(蓬庵)이 새겼음을 알 수 있다.
<釋文>
○○○要上卷○○乘莊嚴○王經云, 若誦此呪隨所住處, 有無量諸佛菩 薩天龍八部集會. 又具無量三昧法門, 誦持之人七代種族, 皆得解脫, 腹中 諸蟲當得菩薩之位. 是人日日是人日日得具六波羅, 無盡辯才淸淨智 聚。口中所出之氣觸他人身, 蒙所觸者離諸嗔毒當得菩薩之位, 假若四天 下人, 皆得七地菩薩之位, 彼諸菩薩所有功德, 與誦六字呪一遍功德等無 異, 此咒是觀音菩薩微妙本心. 若人書寫此六字大明, 則同書寫八万四 千法藏, 所獲功德等無有異. 若以金寶造如來像數如微塵, 不如此書寫一 字功德。若人得此六字大明, 是人貪瞋癡不能染著, 若戴持此呪在 身者, 亦不染著貪嗔癡病, 此戴持人身手所觸眼目所覩, 一切有情速得菩 薩之位, 永不復受生老病死等苦. 下卷又引, 菩提場莊嚴陀羅尼經、最勝摠 持經樓閣陀羅尼等二十餘本經皆說, 若書寫陀羅尼, 置佛像中、塔中、杵中, 或書在幢上、堂殿上, 或紙素竹帛上, 或樺皮墻壁板木等上, 有衆生得覩視者, 或身手觸者, 或影中過者, 或眞言字上塵飄在身者, 或書之戴在頂上者、身 上者、衣中者, 或書之幡上, 若風吹幡動其幡, 所指處衆生, 或書鐘鼓鈴鐸螺 鈸等出聲物上, 有聞聲者, 此上來所說諸衆生等, 縱有五無問之罪諸佛不 懺之業悉皆滅盡, 來世生諸佛國, 何況親誦持者. 又樓閣經云, 我於無量俱 知百千劫, 修行苦行, 猶不得菩提, 由纔聞陀羅尼, 故加行相應, 便成正覺. ○○○明入准提不○○○阿彌陀○寶樓閣心. 至元九年九月日, 蓬庵彫板.

⑧ 팔엽심연삼십칠존만다라ㆍ일체여래심전신사리보협진언 (八葉心蓮三十七尊曼陀羅ㆍ一切如來心全身舍利寶篋眞言) 금강계 만다라의 일종이다. 원권 오른쪽에 “팔엽심련삼십칠존만다라(八葉心蓮三十七尊曼陀羅)”라 하 고 왼쪽에 “일체여래심전신사리보협진언(一切如來心全身舍利寶篋眞言)”이라 했듯이 내원의 팔엽(八葉)과 심연(心蓮)에 모두 37존의 종자를 배치하고 그 외원에 <일체여래전신사리보협진언(원명 一切如來心秘密 全身舍利寶篋印陀羅尼)>을 돌렸다. 조선 전기의 것으로 추정된다.
⑨ 여의보인심무능승대수구대다라니(如意寶印心無能勝大隨求大陀羅尼) 태장계(胎藏界) 만다라의 일종으로 상단에 “여의보인심무능승대수구대다라니(如意寶印心無能勝大隨 求大陀羅尼)”라 했듯이 흔히 수구다라니(隨求陀羅尼)라 불리는 것이다. 원명은 “보편광명청정치성여의보 인심무능승대명왕대수구다라니경(普遍光明淸淨熾盛如意寶印心無能勝大明王大隨求陀羅尼經)”이며 『대 당정원속개원석교록(大唐貞元續開元釋敎錄)』권3에 실려 있다. 커다란 원 중심에 좌상의 도상을 두고 다 라니를 바깥을 향해 시계방향으로 돌렸다. 왼쪽에서 오른쪽으로 표제한 점이나 원 밖의 네 귀퉁이에 배치 한 신장상의 표현 등에서 고려시대 수구진언의 양식을 보인다. 왼쪽 아래쪽이 일부 찢겼다.
⑩ 태장계만다라다라니(胎藏界曼陀羅陀羅尼) 위의 “여의보인심무능승대수구대다라니(如意寶印心無能勝大隨求大陀羅尼)”처럼 원상(圓相)으로 다라 니를 돌리는 태장계 만다라 다라니의 일종일 것이나 판목이 닳아 경문이 보이지 않는다. 고려 후기의 것으로 추정된다.
⑪ 불정심인다라니(佛頂心印陀羅尼) 불정심인다라니(佛頂心印陀羅尼)의 일종으로 종이 한 장에 동일한 다라니를 두 개 찍었다. 중심부의 연화좌 위에 형식화된 불정(佛頂)이 있고, 그 바깥 원권에 다라니를 안쪽을 향해 돌려 새겼다. 조선시대의 것으로 추정된다.
⑫ 오륜종자 외(五輪種子 外) 오륜종자(五輪種子)․비밀실지진언(秘密悉地眞言)․직심종자(直心種子)․입실지진언(入悉地眞言)․보치진언 (寶齒眞言)․준제구자(准提九字)․정법계진언(淨法界眞言)․육자대명왕진언(六字大明王眞言)․출실지진언(出悉 地眞言)․보궐진언(補闕眞言)․금강계만다라다라니(金剛界曼陀羅陀羅尼)․대불정수릉엄신주(大佛頂首楞嚴神 呪) 등 총 12가지 다라니를 한 목판에 새겨 주사(朱砂)로 찍은 것이다. 그 중 <금강계만다라다라니>는 앞의 <팔엽심련삼십칠존만다라와 일체여래심전신사리보협진언>과 동일한 다라니로 여겨진다. 이 다라니는 보물 제1571호 <안동 보광사 목조관음보살좌상>에서 나온 복장 가운데 대불정수릉엄진언 (大佛頂首楞嚴眞言)․보치진언(寶齒眞言)․육자대명왕진언(六字大明王眞言)․정법계진언(淨法界眞言)․비밀실 지진언(秘密悉地眞言)․입실지진언(入悉地眞言)․출실지진언(出悉地眞言)․보궐진언(補闕眞言)․만자(卍字) 등 을 주사로 찍은 <인본다라니>(16.4×35.7㎝)와 유사한 예로 여겨진다. 조선 후기 17~18세기에 조성된 것으로 추정된다.
⑬ 수구진언(隨求眞言) 종이 한 장에 같은 목판의 다라니를 네 번 찍어 마치 사도합륜인(四道合輪印)의 성격을 지닌 다라니이 다. 상단의 오른쪽 귀퉁이에 “수구진언(隨求眞言)”이라 새겼듯이 “여의보인심무능승대수구대다라니(如意 寶印心無能勝大隨求大陀羅尼)”와 유사한 형식을 보인다. 다만 원 중앙을 아홉 자의 종자(種子)로 하고 네 귀퉁이의 신장상(神將像)을 종자(種子)로 대치했으며, 다라니를 안쪽을 향해 시계방향으로 돌린 점이 다르다. 좌측 하단에 “梵峧書”라고 쓴 사람〔범교(梵峧)〕을 밝혔다. 일부 찢긴 곳이 있다. 고려 후기의 것으로 추정된다.
⑭ 원권다라니(圓圈陀羅尼) 금강계 다라니의 일종으로 보인다. 삼중의 원권(圓圈)으로 구성되는데, 중앙에 옴자 종자(種子)를 두고 중간과 바깥 원권에 각각 다라니를 안쪽을 향해 새겼다. 제작 시기는 고려후기로 추정된다.
⑮ 부적다라니(符籍陀羅尼) 수 매의 다라니와 봉투 2매이다. 주사(朱砂)로 찍은 다라니를 여러 장씩 함께 접어 두 개의 피봉으로 싼 것이다. 다라니 왼쪽 말단에 “동치사년을축세오월(同治四年乙丑歲五月)…”이란 간기가 있어 1865년 (동치 4, 고종 2)에 새겼음을 알 수 있다. 또 다라니를 감싼 피봉에 “동치십사년을해사월십오일 곤명무진 생김씨분향근봉(同治十四年乙亥四月十五日 坤命戊辰生金氏焚香謹封)”이란 묵서(墨書)가 있어 1875년 (고종 12)에 시납했음을 알 수 있다. 장문의 다라니와 연잎을 덮어 연화좌에 얹은 태극(太極)과 부적을 새겨 조선 말기 다라니의 세속화 양상을 보여준다.
기타 복장물 각각 황개(黃蓋)․홍개(紅蓋)․황개자(黃芥子)․청개(靑蓋)․녹개(綠蓋)라고 쓴 비단 주머니 다섯 개(곡식 넣음)와 종이에 주사(朱砂)로 쓴 <地方之圖>(29.6×29.5cm,)를 비롯하여 <天圓之圖>(19.5×20cm), <五輪 種子圖>(이하 14.6×15cm), <化身呪>, <報身呪>, <准提九子圖>, <眞心種子>라는 한자 제목에 다라니를 쓴 것을 종이(45×45cm)에 함께 싸서 오색 실로 묶었다. 이 가운데 <천방지도(地方之圖)>는 간지와 역괘로 24방위를 가르고 각각에 불보살(불 5․보살 19)을 배당하여 명호와 종자를 쓴 점이 특이하다. <천원지도(天圓之圖)>는 옴자를 중심으로 사방팔방에 종자를 배치하였다. 비단․오색실․종이의 재질 등으로 볼 때 일제 강점기 이후 근대 시기에 추가된 복장으로 여겨진다.

## 같이 보기
- 서울 개운사 목조아미타여래좌상 및 발원문 - 보물 제1649호

## 참고 문헌
- 개운사 목 아미타불좌상 복장일괄 - 국가유산청 국가유산포털